# Chłopi (serial telewizyjny)
Chłopi – polski serial telewizyjny z 1972 roku w reżyserii Jana Rybkowskiego, zrealizowany na podstawie powieści Władysława Reymonta Chłopi.
Serial powstał od wiosny 1971 do wiosny 1972 roku. Jako plenery posłużyła wieś Lipce Reymontowskie, gdzie osadzona jest akcja powieści, i Pszczonów (w serialu oprócz zawodowych aktorów wystąpili mieszkańcy obu wsi). W 1973 roku powstała kinowa wersja pod tym samym tytułem.

## Fabuła
Film jest adaptacją nagrodzonej Nagrodą Nobla powieści Władysława Reymonta. Młoda dziewczyna Jagna zostaje wydana za mąż za starego chłopa Borynę. Małżeństwo ma charakter transakcji, córka zostaje oddana za kilka mórg ziemi ornej. Pomiędzy Jagną a pasierbem, synem Boryny, nawiązuje się romans, który kwitnie na oczach wioski. Po pewnym czasie konflikt między ojcem i synem o kobietę zaostrza się. Niespodziewanie Boryna zostaje śmiertelnie ranny, a Antek aresztowany. Opiekę nad majątkiem przejmuje synowa Hanka. Dotychczas niezdarna i flegmatyczna kobieta, staje się siłą napędową gospodarstwa.

## Lista odcinków
Na serial składa się trzynaście odcinków:
1. Boryna
2. Jarmark
3. Zrękowiny
4. Wesele
5. Gody
6. Ogień
7. Bór
8. Gospodynie
9. Wielkanoc
10. Śmierć Boryny
11. Scheda
12. Powroty
13. Zemsta

## Obsada
W serialu wystąpili:
| Obsada ról pierwszo- i drugoplanowych - Władysław Hańcza – Maciej Boryna - Ignacy Gogolewski – Antek Boryna - Emilia Krakowska – Jagna Paczesiówna - Krystyna Królówna – Hanka Borynowa - Jadwiga Chojnacka – Dominikowa, matka Jagny - Tadeusz Fijewski – Kuba Socha - August Kowalczyk – wójt - Franciszek Pieczka – ksiądz - Bronisław Pawlik – kowal Michał, zięć Boryny - Tadeusz Janczar – Mateusz Gołąb - Bolesław Płotnicki – Jambroży - Barbara Ludwiżanka – Jagustynka - Magdalena Wołłejko – Józia - Tadeusz Bartosiewicz – Witek - Mieczysław Czechowicz – Szymon, brat Jagny - Barbara Burska – Nastka Gołębianka - Józef Nowak – Rocho - Stanisław Milski – Bylica, ojciec Hanki - Aleksander Fogiel – Balcerek - Jerzy Święch – Jaś, syn organisty - Igor Śmiałowski – dziedzic - Natalia Szymańska – Agata - Zofia Merle – Kozłowa - Zygmunt Zintel – Kozioł - Halina Kossobudzka – organiścina - Lech Ordon – organista - Wiktor Sadecki – Jankiel, karczmarz - Irena Karel – Tereska - Kazimierz Wichniarz – młynarz - Stanisław Niwiński – Pietrek, parobek - Krystyna Kołodziejczyk – wójtowa - Barbara Wałkówna – Magda, żona kowala - Wanda Łuczycka – Kłębowa - Janusz Paluszkiewicz – Kłąb - Jerzy Rogalski – Jędrzych, brat Jagny - Bogusław Sochnacki – borowy - Arkadiusz Bazak – Jasiek, mąż Tereski |  | Obsada ról epizodycznych - Andrzej Seweryn – Michał, bratanek organisty (odc. 7., 11., 12. i 13.) - Wiesława Kwaśniewska – młynarzowa (odc. 4., 5., 7., 8., 11. i 13.) - Zbigniew Józefowicz – brat wójta (odc. 6., 7., 10. i 11.) - Wirgiliusz Gryń – mieszkaniec Lipiec (odc. 1., 6., 7., 9., 11. i 13.) - Kazimierz Talarczyk – mieszkaniec Lipiec (odc. 1., 6., 7., 10., 11. i 13.) - Jan Paweł Kruk – mieszkaniec Lipiec (odc. 7., 10. i 13.) - Barbara Rachwalska – Płoszkowa (odc. 6., 9., 11. i 13.) - Halina Buyno-Łoza – mieszkanka Lipiec (odc. 10. i 13.) - Kazimierz Dębicki – mieszkaniec Lipiec (odc. 4. i 6.) - Celina Klimczakówna – Weronika, siostra Hanki (odc. 4. , 8. i 9.) - Maria Broniewska – dziedziczka (odc. 1., 2., 8., 9. i 11.) - Stefan Szmidt – Jacek, brat dziedzica (od. 2. i 9.) - Andrzej Krasicki – zarządca w dworze (odc. 1., 7. i 9.) - Wojciech Zagórski – żandarm (odc. 2., 11., 12. i 13.) - Stanisław Marian Kamiński – żandarm (odc. 2., 12. i 13.) - Jan Mayzel – pisarz (odc. 12.) - Stanisław Gawlik – naczelnik (odc. 12.) - Zofia Grąziewicz – Marysia (odc. 12. i 13.) - Maciej Damięcki – niedźwiednik (odc. 6.) - Józef Łodyński – wędrowny handlarz żydowski (odc. 11.) - Zdzisław Maklakiewicz – pisarz w Tymowie (odc. 2.) - Alicja Sędzińska – żona pisarza w Tymowie (odc. 2.) - Feliks Żukowski – dziedzic z Raciborowic, sędzia (odc. 2.) - Franciszek Trzeciak – woźny sądowy (odc. 2.) - Andrzej Łągwa – Jasiek, chłopak planujący ucieczkę do Ameryki (odc. 2.) - Zofia Truszkowska – matka Jaśka (odc. 2.) - Barbara Marszałek – narzeczona Jaśka, pokojówka w dworze (odc. 2.) - Jolanta Czaplińska – Ewka, była służąca u Boryny (odc. 2.) - Leonard Andrzejewski – strażnik w więzieniu (odc. 9.) - Adam Perzyk – rysownik na odpuście (odc. 11.) - Krystyna Feldman – żebraczka pod kościołem (odc. 11.) - Maria Klejdysz – mieszkanka Lipiec (odc. 6., 8. i 9.) - Izabella Dziarska – mieszkanka Lipiec (odc. 6., 8. i 9.) - Jerzy Januszewicz – mieszkaniec Lipiec (odc. 2.) |

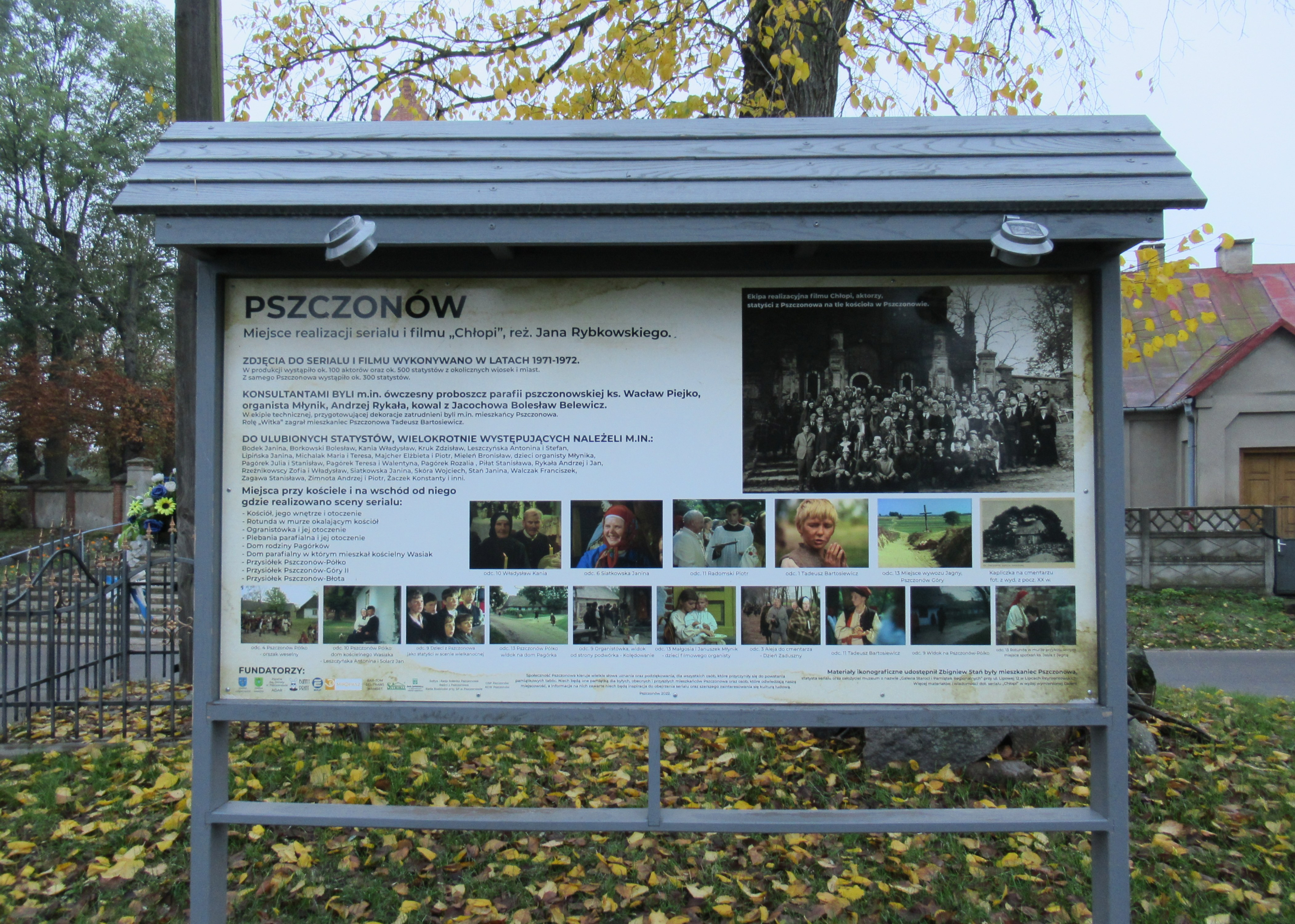
Pszczonów – tablica informacyjna poświęcona filmowi „Chłopi”

## Nagrody
Serial został nagrodzony:
- 1973 – Nagroda Przewodniczącego Komitetu ds. Radia i Telewizji dla: Jana Rybkowskiego, Ryszarda Kosińskiego, Władysława Hańczy, Ignacego Gogolewskiego, Emilii Krakowskiej i Krystyny Królówny.
- 1974 – Łódź (Łódzka Wiosna Artystyczna): wyróżnienie dla Emilii Krakowskiej
- 1974 – Łagów: Gwiazda filmowa dla Emilii Krakowskiej